# Planorbella magnifica
Planorbella magnifica е вид коремоного от семейство Planorbidae. Видът е световно застрашен, със статут Уязвим.

## Разпространение
Разпространен е в САЩ (Северна Каролина).